# Shiba Inu (cryptomonnaie)
Le jeton Shiba Inu (ticker : SHIB ) est une crypto-monnaie décentralisée créée en août 2020 par une personne ou un groupe anonyme utilisant le pseudonyme « Ryoshi ». Il s'inspire du Shiba Inu (柴犬), une race de chien japonaise, qui sert également de mascotte au Dogecoin, une autre crypto-monnaie trouvant ses origines dans les mèmes.

## Description
Shiba Inu est présenté avec une image de marque qui le positionne comme un « concurrent potentiel du Dogecoin ». Aussi, le Shiba Inu est souvent classé comme un « meme coin »,.

## Histoire
Le 13 mai 2021, Vitalik Buterin fait don de plus de 50 000 milliards de SHIB (d'une valeur de plus d'un milliard de dollars à l'époque) au Fonds indien de secours contre le COVID-Crypto. Également en mai 2021, Vitalik Buterin fait un don d'une valeur de 665 millions de dollars au Future of Life Institute, qui se concentre sur la réglementation de l'intelligence artificielle visant à réduire les risques existentiels.
En octobre 2021, le prix du marché de la cryptomonnaie connait une hausse significative, augmentant de 240 % en une semaine. Le Shiba Inu dépasse alors le DogeCoin, en termes de capitalisation de marché. Une pétition en ligne demandant à la plateforme d'investissement boursier Robinhood de lister la cryptomonnaie est alors signée par 346 828 personnes. A ce même moment, émergent des inquiétudes concernant la concentration de la pièce dans un seul portefeuille « baleine » contrôlant des milliards de dollars de jeton, et les achats frénétiques de la part d'investisseurs particuliers, poussés par le syndrome FOMO.
En novembre de la même année, le Shiba Inu est confronté à un déclin, perdant environ 55 % de sa valeur à la fin du mois,,.